# Hush... Hush, Sweet Charlotte
Hush… Hush, Sweet Charlotte (en México, Cálmate, dulce Carlota; en España, Canción de cuna para un cadáver) es una película de terror de 1964, con Bette Davis, Olivia de Havilland y Joseph Cotten como actores principales. La película fue dirigida por Robert Aldrich, en lo que es una adaptación de Henry Farrell y Lukas Heller de la novela del primero llamada What Ever Happened to Cousin Charlotte?, y aprovechando el éxito de la película What Ever Happened to Baby Jane?, de 1962 y también con Bette Davis. La película fue otro éxito de crítica y taquilla y obtuvo siete nominaciones a los Óscar.

## Sinopsis
En 1927, la joven y bella sureña Charlotte Hollis (Bette Davis) y su amante casado John Mayhew (Bruce Dern) planean fugarse durante una fiesta en la mansión de estilo antebellum, propiedad de la familia Hollis en Ascension Parish, Luisiana. El padre de Charlotte, Sam (Victor Buono), confronta a John por el asunto y lo intimida con la noticia de que la esposa de John, Jewel (Mary Astor), lo visitó el día anterior y le reveló el affair. John finge a Charlotte que ya no la ama y que deben separarse. Poco después, John es decapitado en la casa de verano anexa, aparentemente por un asaltante con una cuchillo de carnicero. Charlotte encuentra su cuerpo y regresa a la casa, traumatizada, con su vestido empapado de sangre ante los invitados.
Treinta y siete años después, Charlotte reside en la casa como una solterona adinerada, después de haber heredado la fortuna de su padre luego de su muerte, un año después del asesinato de John. Ella es atendida por su fiel ama de llaves, Velma (Agnes Moorehead). Durante todo ese tiempo, el asesinato de John ha seguido siendo un caso sin resolver, aunque comúnmente se sostiene que Charlotte fue la responsable. A pesar del aviso de la "Comisión de Carreteras de Louisiana" de que ha sido desalojada de la propiedad para dar paso a la construcción inminente de una nueva autopista interestatal, Charlotte es desafiante y amenaza al equipo de demolición con un rifle.
En busca de ayuda en su lucha contra la Comisión de Carreteras, Charlotte llama a Miriam (Olivia de Havilland), una prima de origen humilde que vivió con la familia cuando era niña, pero que posteriormente se mudó a la ciudad de Nueva York y se hizo rica. Miriam regresa y pronto renueva su relación con Drew Bayliss (Joseph Cotten), un médico local que la abandonó después del asesinato de John. La cordura de Charlotte pronto se deteriora después de la llegada de Miriam. Sus noches son atormentadas por un misterioso clavecín que toca la canción que Mayhew escribió para ella y por la aparición de la mano y la cabeza de Mayhew. Sospechando que Miriam y Drew persiguen el dinero de Charlotte, Velma busca ayuda del Sr. Willis (Cecil Kellaway), un investigador de seguros de Inglaterra que todavía está fascinado por el caso Mayhew, y que ha visitado a la viuda enferma de Mayhew, Jewel, quien le ha dado un sobre solo para ser abierto a su muerte.
Miriam despide a Velma, quien luego descubre que Charlotte está siendo drogada. Velma planea denunciar la vejación de Charlotte por parte de Miriam, pero Miriam la mata golpeándola con una silla, haciéndola caer por las escaleras. Drew cubre el asesinato declarando la muerte de Velma como un accidente. Una noche, Charlotte drogada corre escaleras abajo en medio de una alucinación, creyendo que John ha vuelto con ella. Miriam y Drew manipulan a Charlotte intoxicada para que dispare a Drew con una pistola cargada con balas de fogueo, y luego Miriam ayuda a deshacerse de su cuerpo "muerto" en un pantano. Charlotte regresa a la casa y es testigo de la aparición Drew "muerto" en lo alto de las escaleras, conduciéndola a la locura.
Creyendo que finalmente ha destrozado el estado mental de Charlotte, Miriam lo celebra con Drew en el jardín, donde los dos discuten su plan para que Charlotte sea internada en un hospital psiquiátrico y así poder usurpar su fortuna. Charlotte escucha la conversación desde el balcón, incluida la confesión de Miriam de que fue testigo de cómo Jewel asesinó a John esa noche de 1927, y cómo ha estado utilizando este conocimiento para chantajear a Jewel a lo largo de los años. Enfurecida, Charlotte empuja una gran maceta de piedra fuera del balcón, golpeando y matando a Miriam y Drew.
A la mañana siguiente, las autoridades escoltan a Charlotte desde la casa mientras vecinos, locales y periodistas se reúnen para observar. Cuando entra al auto, Willis le entrega un sobre de Jewel Mayhew, quien sufrió un derrame cerebral y murió después de enterarse del incidente de la noche anterior, que contiene su confesión escrita sobre el asesinato de John. Mientras las autoridades alejan a Charlotte, ella se gira a mirar por última vez a su amada plantación.

## Reparto
- Bette Davis - Charlotte Hollis, adinerada dueña de la plantación
- Olivia de Havilland - Miriam Deering, prima de Charlotte
- Joseph Cotten - Drew Bayliss, doctor y cómplice de Miriam
- Agnes Moorehead - Velma Cruther, ama de llaves y amiga de Charlotte
- Bruce Dern - John Mayhew, amante de Charlotte quien muere asesinado
- Cecil Kellaway - Harry Willis, investigador de origen inglés
- Mary Astor - Jewel Mayhew, esposa de John y responsable de su muerte
- Victor Buono - Sam "Big" Hollis, padre de Charlotte y antiguo dueño de la plantación
- Wesley Addy - Sheriff Luke Standish

## Producción

### Antecedentes
Tras el inesperado éxito de taquilla de What Ever Happened to Baby Jane? (1962), Aldrich quería hacer una película con temas similares para Joan Crawford y Bette Davis. Su enemistad fue infame y legendaria, y al principio no estaban ansiosas por juntarse de nuevo. El escritor Henry Farrell, en cuya novela se basó la película, había escrito un cuento inédito titulado "What Ever Happened to Cousin Charlotte?" que Aldrich imaginó como un seguimiento adecuado (aunque más adelante, Davis mostraría su desagrado con el título para el filme, sugiriendo que se cambiara por el de la canción de Charlotte).  
Contaba una historia similar de una mujer que manipula a un pariente para beneficio personal, pero para esta película, la idea de Aldrich era que las dos actrices cambiaran los papeles del anterior, con Crawford interpretando a la prima tortuosa que intenta manipular a la inocente Davis para que renuncie a su patrimonio. El colaborador frecuente de Aldrich, Lukas Heller, escribió un borrador del guion, pero fue reemplazado por Farrell a finales de 1963. 
Otros tres miembros del elenco de What Ever Happened to Baby Jane? Fueron elegidos para Hush... Hush, Sweet Charlotte: Wesley Addy, Dave Willock y Victor Buono.
El elenco incluía a Mary Astor, una amiga de Davis desde sus días en Warner Bros. Astor se retiró de la actuación y murió en 1987. A propósito de su participación en el filme, ella comentó:

"Mi agente llamó: 'Hay un cameo en una película con Bette Davis. Es una gran parte; podría volver a ponerte ahí arriba'. Leí el guion. El primer plano describía una cabeza cortada rodando por las escaleras, y cada página contenía más sangre, sangre derramada, histeria, espejos rotos y todos siendo horribles con los demás. Di un salto a las pocas páginas: una viejecita sentada en su terraza esperando morir. Había una pequeña sorpresa en eso, ya que fue ella quien fue la asesina en su juventud y había comenzado todo el problema. Y luego en la historia, ella murió. ¡Bien! ¡Ahora, realmente estaría muerta! Y fue con Bette, lo que parecía sentimentalmente apropiado".

### Filmación
La fotografía principal de la película comenzó a mediados de 1964, y el rodaje en el lugar comenzó en Baton Rouge, Luisiana. Sin embargo, el rodaje se suspendió temporalmente en varias ocasiones desde el principio. Inicialmente, se detuvo después de que Paramount Pictures presentara una demanda contra Davis por un compromiso de completar la filmación adicional de Where Love Has Gone (1964). Cuando esto se resolvió, se reanudó la filmación.
La producción se pospuso nuevamente para permitir que Crawford se recuperara después de que ingresó en el hospital debido a una dolencia en las vías respiratorias superiores, aunque Aldrich contrató a un investigador privado para rastrearla y determinar si realmente estaba enferma o no. El 4 de agosto de 1964, la producción se suspendió indefinidamente y la compañía de seguros del estudio insistió en que se reemplazara a Crawford, o de lo contrario la película tendría que cancelarse por completo. 
Aldrich buscó a varias actrices para reemplazar a Crawford, incluidas Barbara Stanwyck, Loretta Young y Vivien Leigh, pero ninguna de ellas pudo o no quiso aceptar el papel. Aldrich finalmente buscó, por recomendación de Davis, a Olivia de Havilland para el papel y voló a su casa en Suiza para intentar convencerla de que aceptara el papel. De Havilland estuvo de acuerdo y posteriormente voló a Los Ángeles para comenzar a filmar. En entrevistas posteriores, De Havilland expresó su descontento con la película: 

"No me entusiasmó el guion y definitivamente no me gustó mi papel. Me encasillaron al revés: me pidieron que fuera una villana antipática. No era lo que la gente esperaba de mí. No era realmente lo que quería hacer. Bette lo quería tanto, así que lo hice. No puedo decir que me arrepienta, porque trabajar con ella fue especial, pero no puedo decir que sea una imagen de la cual esté orgullosa de poner en mi currículum. Si hubiera podido elegir, no habría privado a Joan Crawford del honor".

Según Crawford, solo se enteró de su despido a través de una transmisión de noticias por radio. Sin embargo, a pesar de haber sido reemplazada (y debido a que se canceló una nueva filmación planificada con De Havilland en Luisiana), se incluyeron en la película breves imágenes de Crawford, cuando se la ve sentada en el taxi en la toma general de la llegada de Miriam a la casa (se puede ver a Crawford mirando por la ventana con gafas de sol y ropa oscura).
Las escenas fuera de la mansión Hollis se rodaron en locaciones de la plantación Houmas House en Luisiana. Las escenas del interior se rodaron en un estudio de sonido en Hollywood.

### Canción principal del filme
La canción característica de la película Hush, Hush, Sweet Charlotte, compuesta por Frank De Vol, se convirtió en un éxito para Patti Page, quien grabó una versión que alcanzó el no. 8 en el Billboard Hot 100.

## Lanzamiento

### Taquilla
Según los registros de la Fox, la película necesitaba ganar un promedio de $3,900,000 en ventas para cubrir los gastos y ganó $4,950,000, lo que significa que obtuvo una ganancia de $1,050,000, por lo que fue un éxito en taquilla. En Francia, la película vendió un total de 79.168 entradas.

### Recepción y crítica
Hush ... Hush, Sweet Charlotte fue otro éxito para Aldrich, que se abrió a críticas positivas. Una dura crítica, sin embargo, provino de The New York Times. Bosley Crowther observó: "Tan calculada y fríamente elaborada es la historia de asesinato, caos y engaño que el Sr. Aldrich presenta en esta mansión, que pronto parece groseramente artificial, deliberadamente sádica y brutalmente repugnante. Así que, en lugar de resultar divertido, como lo hizo What Ever Happened to Baby Jane?, resulta espantoso, pretencioso, repugnante y profundamente molesto". 
El crítico de Variety escribió: "La interpretación de Davis recuerda a Jane en sus connotaciones emocionales, en su estilo de caracterización de la antigua belleza sureña casi enloquecida, con la ayuda de un maquillaje demacrado y un atuendo extravagante. Es una actuación extrovertida, y ella interpreta hasta el límite. De Havilland, por otro lado, es mucho más restringida pero no obstante efectiva, dramáticamente, en su papel poco convencional". 
Judith Crist escribió sobre la película: "El guiñol es tan grandioso como parece". Kenneth Tynan afirmó que "[Davis] no ha hecho nada mejor desde The Little Foxes".
Una revisión posterior de Time Out (Londres) observó: "Exagerada, por supuesto, y no demasiado, pero está dirigida de manera eficiente, bellamente filmada y contiene suficientes secuencias aterradoras en medio de la atmósfera tensa y melancólica. Interpretaciones espléndidas de Davis y Moorehead, también".
La película mantiene una calificación del 85% en Rotten Tomatoes, según 20 reseñas. 

## Premios y nominaciones

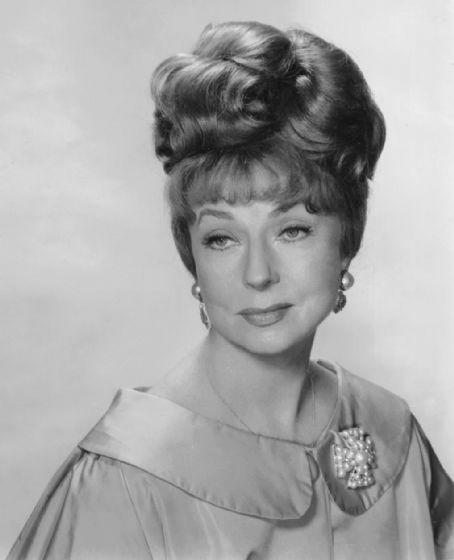
Gracias a esta película, Agnes Moorhead obtuvo una nominación al Óscar y obtuvo el premio Globo de Oro a Mejor Actriz de Reparto.

### Óscar
| Año  | Categoría                                  | Persona                          | Resultado |
| ---- | ------------------------------------------ | -------------------------------- | --------- |
| 1964 | Mejor actriz de reparto                    | Agnes Moorehead                  | Candidata |
| 1964 | Mejor montaje                              | Michael Luciano                  | Candidato |
| 1964 | Mejor banda sonora                         | Frank De Vol                     | Candidato |
| 1964 | Mejor canción original                     | Frank De Vol y Mark David        | Candidato |
| 1964 | Mejor fotografía - Blanco y negro          | Joseph Birco                     | Candidato |
| 1964 | Mejor dirección de arte - Blanco y negro   | William Glasgow y Raphael Bretto | Candidato |
| 1964 | Mejor diseño de vestuario - Blanco y negro | Norman Koch                      | Candidato |

### Globo de Oro
| Año  | Categoría               | Persona        | Resultado |
| ---- | ----------------------- | -------------- | --------- |
| 1965 | Mejor actriz de reparto | Agnes Moorhead | Ganadora  |